# Municipio de Kankakee (condado de Jasper)
El municipio de Kankakee (en inglés: Kankakee Township) es un municipio ubicado en el condado de Jasper en el estado estadounidense de Indiana. En el año 2010 tenía una población de 988 habitantes y una densidad poblacional de 14,69 personas por km².

## Geografía
El municipio de Kankakee se encuentra ubicado en las coordenadas 41°12′17″N 86°59′47″O / 41.20472, -86.99639. Según la Oficina del Censo de los Estados Unidos, el municipio tiene una superficie total de 67.25 km², de la cual 65,44 km² corresponden a tierra firme y (2,69 %) 1,81 km² es agua.

## Demografía
Según el censo de 2010, había 988 personas residiendo en el municipio de Kankakee. La densidad de población era de 14,69 hab./km². De los 988 habitantes, el municipio de Kankakee estaba compuesto por el 93,52 % blancos, el 3,14 % eran afroamericanos, el 0,1 % eran amerindios, el 0,1 % eran asiáticos, el 1,52 % eran de otras razas y el 1,62 % eran de una mezcla de razas. Del total de la población el 4,15 % eran hispanos o latinos de cualquier raza.